# 安城市立丈山小学校
安城市立丈山小学校（あんじょうしりつ じょうざんしょうがっこう）は、愛知県安城市和泉町にある公立小学校。

## 概要
- 石井町、和泉町、榎前町、城ヶ入町、福釜町（大洲、尾山の一部）、東端町（大坪、北荒子、北大坪、新切、中大坪、西大坪、東荒子、南用地、用地）、根崎町（西新切の一部、東新切の一部）が校区であり、公立中学校の進学先は安城市立明祥中学校、安城市立安城西中学校、安城市立南中学校ある[1]。
- 校名は三河国泉郷（現在の愛知県安城市和泉町）出身の文人、石川丈山に因む。
- クラブ活動の一つとして、三河万歳クラブがある。
- 1971年に安城市立城ケ入小学校と安城市立泉小学校を統合して新設された小学校である。城ケ入小学校、泉小学校はともに旧・碧海郡明治村の小学校であった。

## 沿革
- 1971年（昭和46年）4月1日 - 安城市立城ケ入小学校と安城市立泉小学校を統合し、安城市立丈山小学校として開校。校舎未完成のため、城ケ入小学校を城ケ入分教場、泉小学校を泉分教場として授業を行う。
- 1972年（昭和47年）3月 - 現在地に校舎が完成し、移転する。
- 1973年（昭和48年）7月 - プールが完成する。
- 1995年（平成7年）4月 - 三河万歳クラブが発足する。

## 交通アクセス
- あんくるバス南部線「和泉丈山苑」バス停より徒歩約5分。

## 周辺施設など
- 和泉保育園
- 和泉公園
- JAあいち中央安城南
- 安城市役所明祥支所

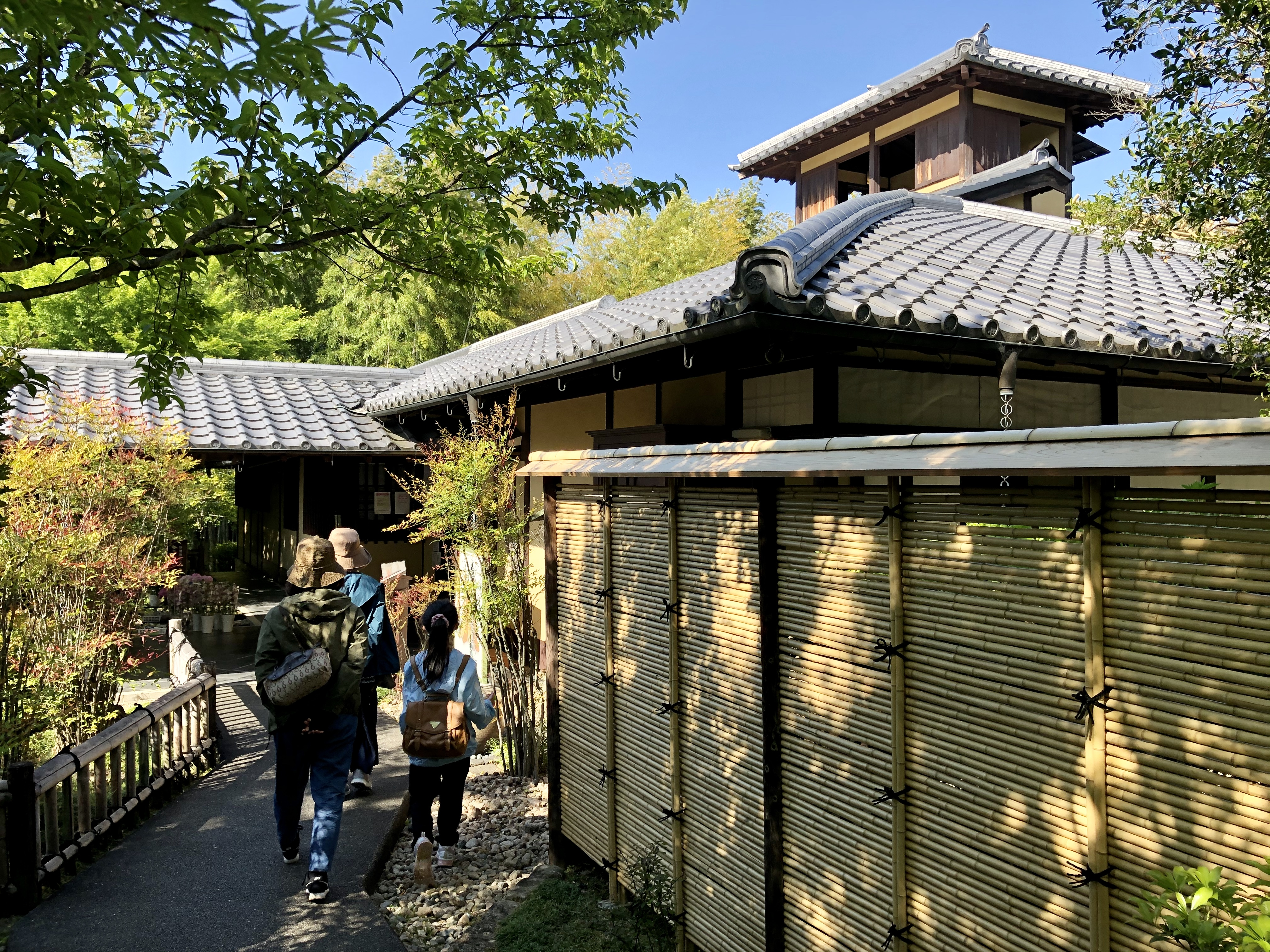
庭園「丈山苑」

- 安城市レジャープール（愛称:マーメイドパレス）
- 安城市環境クリーンセンター
- アイシン西尾工場
- ニッセイ本社工場
- 愛三工業安城工場
- 丈山苑[2]

## その他
- 安城市立城ケ入小学校は、現在の安城市城ケ入町丸根3に存在した。跡地は城ケ入町公民館、城ケ入保育園となっている。
- 安城市立泉小学校は、現在の安城市和泉町北本郷237に存在した。跡地は和泉保育園となっている。